# Антилла, Аксель Моисеевич
А́ксель Моисее́вич А́нтилла (фин. Akseli Anttila; 26 марта 1897, Руовеси, Тавастгусская губерния — 11 марта 1953, Москва) — советский военачальник, участник финского революционного движения, генерал-майор РККА (1940).

## Биография
А́ксель Моисее́вич А́нтилла (именно с такой фамилией зарегистрирован в СССР, и под ней официально значился как депутат Верховного Совета СССР) родился в приходе Вильппула Финляндии в марте 1897 года в семье крестьянина. После окончания школы работал на железной дороге. Летом 1917 года вступил в Красную гвардию.
В январе-апреле 1918 года воевал на стороне красных в Гражданской войне в Финляндии, был рядовым, вестовым роты, командиром роты. Воевал на участках Мянтя и Вилппула, участвовал в обороне Тампере. После поражения «красных финнов» в апреле 1918 году был арестован, на суде его требовали приговорить к смертной казни, но в итоге приговор составил 10 лет заключения.
В августе 1918 года бежал из тюрьмы через Ботнический залив в Швецию, где работал на лесозаготовках. В 1920 году (по другим данным, в 1919 году) перебрался в Советскую Россию. Участвовал в подавлении Кронштадтского мятежа. Член ВКП(б) с 1921 года.
Участвовал в операцию по подавлению Карельского восстания в январе 1922 года. В 1922 году в составе отряда курсантов Интернациональной военной школы под руководством Т. Антикайнена совершил рейд на Кимасозеро, был ранен в бою, за что был награждён орденом Боевого Красного Знамени, знаком «Честному воину Карельского фронта». В 1923 году окончил курс Петроградской Интернациональной военной школы.
С марта 1923 года командовал взводом в Петроградской Интернациональной военной школе, с ноября 1925 — командир взвода отдельного кадрового Карельского егерского батальона, с мая 1926 — командир взвода 59-го стрелкового полка 17-й стрелковой дивизии в Московском военном округе.
Окончил Военную академию РККА имени М. В. Фрунзе в 1933 году. С апреля 1933 года — помощник начальника оперативной части штаба отдельной Карельской егерской бригады в Петрозаводске. С октября 1935 — помощник начальника штаба 1-й Казанской стрелковой дивизии в Приволжском военном округе, с мая 1936 года был помощником командира 252-го стрелкового полка по строевой части.
Участник гражданской войны в Испании в 1936—1937 годах. Участвовал в обороне Мадрида, был ранен. В 1937 году был награждён орденом Ленина.
С июня 1938 года находится в распоряжении Управления по командному и начальствующему составу РККА. С сентября 1938 года был помощником командира 25-й Чапаевской стрелковой дивизии в Харьковском военном округе. С августа 1938 — командир 147-й стрелковой дивизии Харьковского военного округа.
Во время советско-финской войны он был назначен командиром 1-го горнострелкового корпуса «Финляндской народной армии» (данный корпус начал формироваться ещё 11 ноября 1939 года как 106-й стрелковый корпус РККА в составе Ленинградского военного округа), одновременно с 2 декабря 1939 года — «министр обороны» в марионеточном правительстве «Финляндской демократической республики» Отто Куусинена. Ему также было присвоено звание генерал-лейтенанта «Финляндской народной армии» (30.11.1939). Отдельные подразделения этой «армии» участвовали в диверсионных и разведывательных рейдах по тылам финских войск, а на завершающем этапе войны — в боях за Лункулансаари и во взятии Выборга. После завершения боевых действия и армия и правительство были распущены.
Член Коммунистической партии (большевиков) Карело-Финской ССР (1940). Депутат Верховного Совета СССР 1 созыва (1940) и Верховного Совета Карело-Финской ССР (1940). С 1940 г. — член ЦК КП(б) Карело-Финской ССР.
Командир 71-й стрелковой дивизии (сформирована на основе бывшей Финляндской народной армии) (10.06.1940 — 02.01.1941). С января 1941 года заместитель командира 34-го стрелкового корпуса 19-й армии Северо-Кавказского военного округа.
К началу Великой Отечественной войны корпус и армия перебрасывались на Украину, откуда после 25 июня началась их срочная переброска в Белоруссию, в начале июля вступили в бой на Западном фронте. Участвовал в Смоленском сражении и в конце июля 1941 года был ранен.
С сентября 1941 года находился в распоряжении командующего Карельским фронтом, с марта 1942 года был заместителем командующего Кемской оперативной группой войск этого фронта, с апреля 1942 — заместителем командующего созданной на её основе 26-й армией, был помощником командующего Карельском фронтом по формированию.
С 4 сентября 1942 года по 10 января 1944 года — командир 4-й запасной стрелковой бригады, затем находился в распоряжении Главного управления кадров Наркомата обороны СССР.
С июля 1944 по февраль 1945 года занимал должность заместителя командира по строевой части 22-го гвардейского стрелкового корпуса 1-го Прибалтийского фронта. В ходе наступательных боев 51-й стрелковой дивизии в августе 1944 года был ранен её командир генерал-майор А. Я. Хвостов. Командиром 22 гвардейского стрелкового корпуса генерал-майором Сергеем Васильевичем Черниковым на место выбывшего по ранению комдива был временно назначен Аксель Антилла (в наградных документах фамилия указана как Антила), который успешно выполнил стоящие перед дивизией боевые задачи, за что был награждён Орденом Отечественной войны 1-й степени. С февраля 1945 года вновь в распоряжении ГУК НКО СССР, с 20 апреля — заместитель командира 4-го гвардейского стрелкового корпуса на 1-м Белорусском фронте. Участвовал в Берлинской наступательной операции. С июля 1945 года был в распоряжении Военного совета Группы советских оккупационных войск в Германии. В октябре 1945 года вышел в отставку.
Похоронен в Москве, на Пятницком кладбище.

## Воинские звания
- Майор (17 февраля 1936)
- Полковник (17 февраля 1938)
- Комбриг (4 ноября 1939)
- Комдив (20 ноября 1939)
- Генерал-майор (4 июня 1940)

## Награды
- 2 ордена Ленина (17.07.1937, 21.02.1945)
- 2 ордена Красного Знамени (1922, 3.11.1944)
- орден Отечественной войны 1-й степени (4.11.1944)
- медаль «За оборону Ленинграда» (1942)
- медаль «XX лет Рабоче-Крестьянской Красной Армии» (22.02.1938)
- медаль «За победу над Германией в Великой Отечественной войне 1941—1945 гг.» (1945)
- другие медали СССР
- Боевой знак «Честному воину Карельского фронта»